# Nahuel Menéndez
Nahuel Raúl Menéndez (Buenos Aires, 5 marzo 1994) è un calciatore argentino, difensore dell'UAI Urquiza.

## Caratteristiche tecniche
È un esterno destro.

## Carriera
Cresciuto nelle giovanili del Chacarita Juniors.
Dal 2012 al 2015 ha giocato nelle giovanili del Siviglia, prima di fare ritorno alla squadra dove è cresciuto.

## Statistiche

### Presenze e reti nei club
Statistiche aggiornate al 17 aprile 2018.
| Stagione                 | Squadra                  | Campionato               | Campionato | Campionato | Coppe nazionali | Coppe nazionali | Coppe nazionali | Coppe continentali | Coppe continentali | Coppe continentali | Altre coppe | Altre coppe | Altre coppe | Totale | Totale | Totale |
| Stagione                 | Squadra                  | Comp                     | Pres       | Reti       | Comp            | Pres            | Reti            | Comp               | Pres               | Reti               | Comp        | Pres        | Reti        | Pres   | Reti   |        |
| ------------------------ | ------------------------ | ------------------------ | ---------- | ---------- | --------------- | --------------- | --------------- | ------------------ | ------------------ | ------------------ | ----------- | ----------- | ----------- | ------ | ------ | ------ |
| 2012-2013                | Siviglia Atlético        | SDB                      | 7          | 0          |                 | -               | -               |                    | -                  | -                  |             | -           | -           | 7      | 0      |        |
| 2013-2014                | Siviglia Atlético        | SDB                      | 29         | 0          |                 | -               | -               |                    | -                  | -                  |             | -           | -           | 29     | 0      |        |
| 2014-2015                | Siviglia Atlético        | SDB                      | 1          | 0          |                 | -               | -               |                    | -                  | -                  |             | -           | -           | 1      | 0      |        |
| Totale Chacarita Juniors | Totale Chacarita Juniors | Totale Chacarita Juniors | 37         | 0          |                 | -               | -               |                    | -                  | -                  |             | -           | -           | 37     | 0      |        |
| 2015                     | Chacarita Juniors        | BN                       | 10         | 0          | CA              | 4               | 0               |                    | -                  | -                  |             | -           | -           | 14     | 0      |        |
| 2016                     | Chacarita Juniors        | BN                       | 12         | 1          | CA              | 0               | 0               |                    | -                  | -                  |             | -           | -           | 12     | 1      |        |
| 2016-2017                | Chacarita Juniors        | BN                       | 34         | 1          | CA              | 0               | 0               |                    | -                  | -                  |             | -           | -           | 34     | 1      |        |
| 2017-2018                | Chacarita Juniors        | PD                       | 18         | 2          | CA              | 0               | 0               |                    | -                  | -                  |             | -           | -           | 18     | 2      |        |
| Totale carriera          | Totale carriera          | Totale carriera          | 111        | 4          |                 | 4               | 0               |                    | -                  | -                  |             | -           | -           | 115    | 0      |        |